# Neobrachiella nitida
Neobrachiella nitida är en kräftdjursart. Neobrachiella nitida ingår i släktet Neobrachiella och familjen Lernaeopodidae. Inga underarter finns listade i Catalogue of Life.